# Reprezentacja Chin w hokeju na lodzie mężczyzn
Reprezentacja Chińskiej Republiki Ludowej w hokeju na lodzie mężczyzn – kadra Chińskiej Republiki Ludowej w hokeju na lodzie mężczyzn.

## Historia
Od 25 lipca 1963 jest członkiem IIHF. W sezonie 2009/2010 selekcjonerem kadry był Andrej Kawalou.
Ogłoszona w styczniu 2022 kadra Chin na turniej Zimowych Igrzysk Olimpijskich 2022 w Pekinie została w całości złożona z graczy Kunlunu Red Star.